# 施白南
施白南（1906年—1986年2月22日），字怀仁，男，河北省正定县人，中国动物学家、鱼类学家，西南师范学院教授，为中国鱼类学研究和动物学高等教育事业的开拓者之一。
曾任中国西部科学院生物研究所动物部主任。中国西部科学院旧址现为重庆自然博物馆所在地，立有施白南雕像。